# روشتین
روشتین (به لاتین: Roštín) یک منطقهٔ مسکونی در جمهوری چک است که در ناحیه کرومیریژ واقع شده‌است. روشتین ۱۸٫۰۴ کیلومتر مربع مساحت و ۶۹۹ نفر جمعیت دارد و ۲۷۸ متر بالاتر از سطح دریا واقع شده‌است.

## نگارخانه

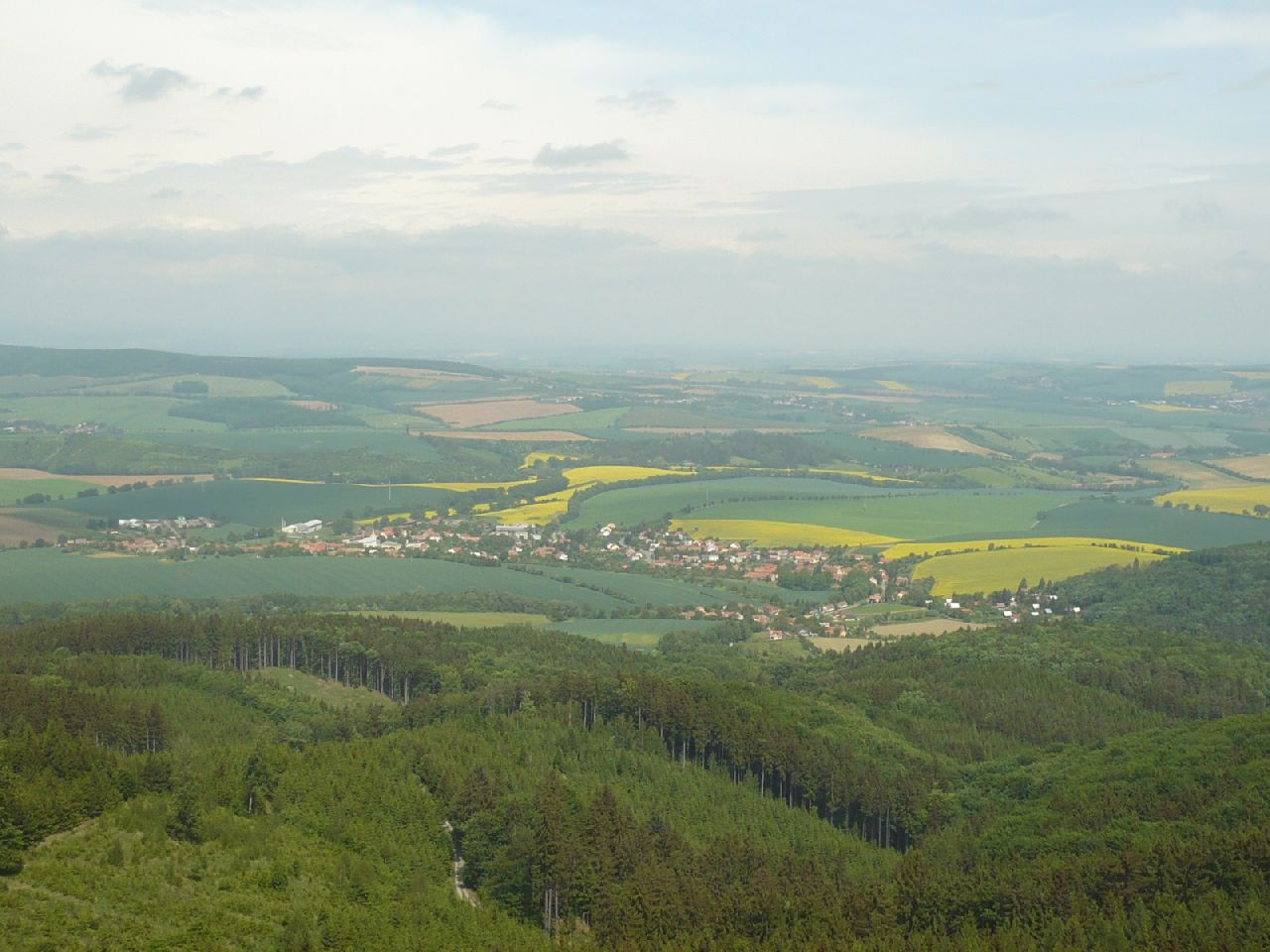
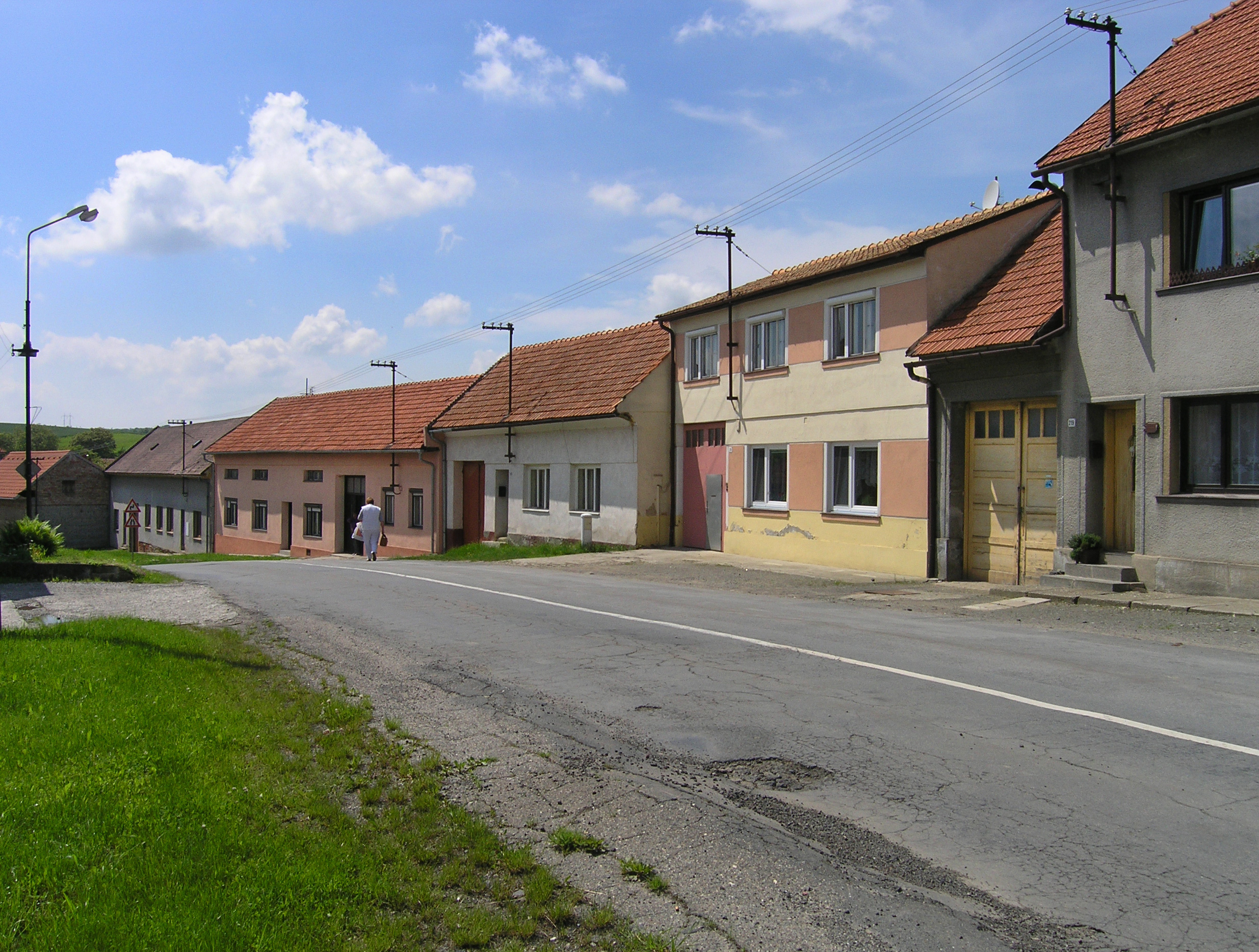
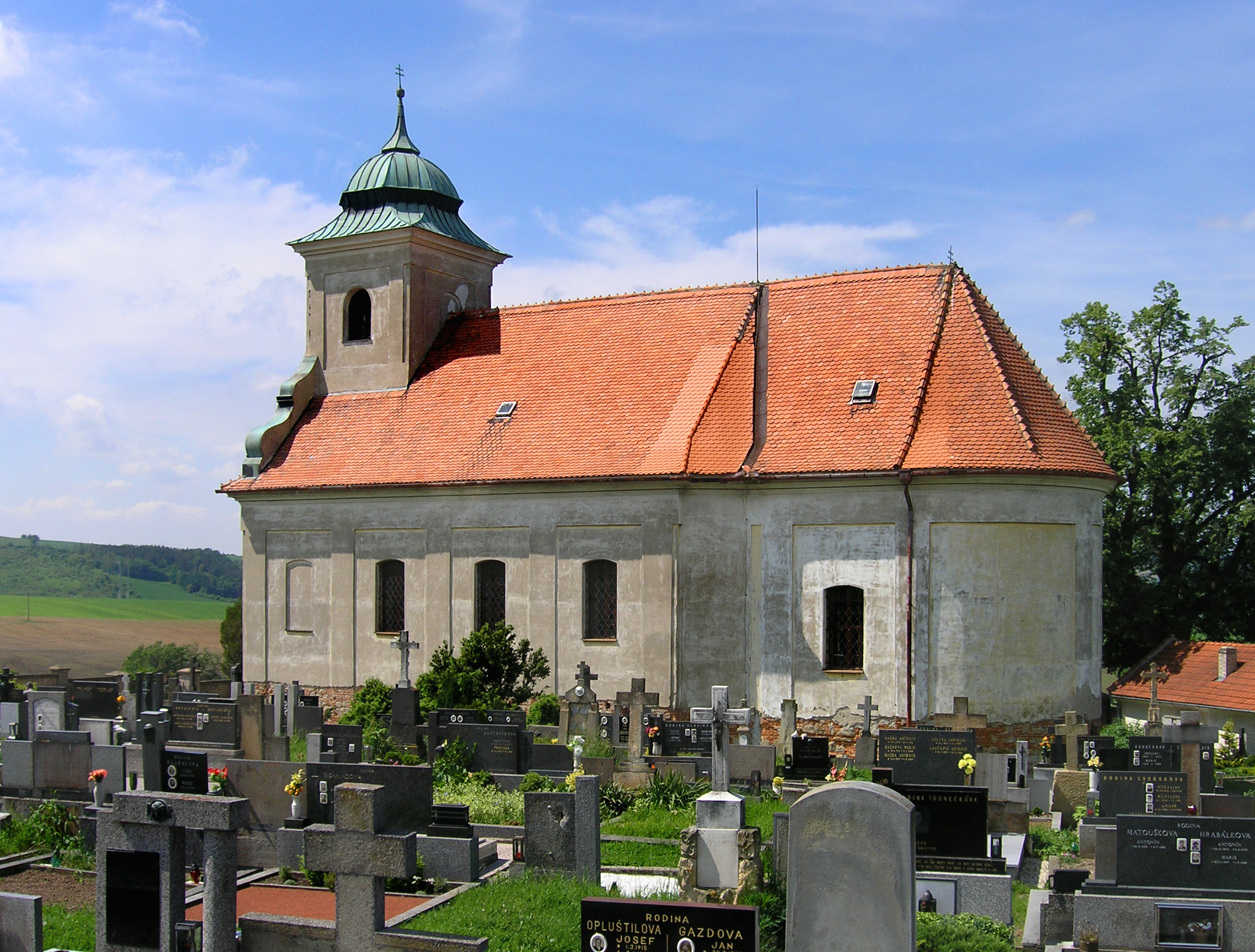
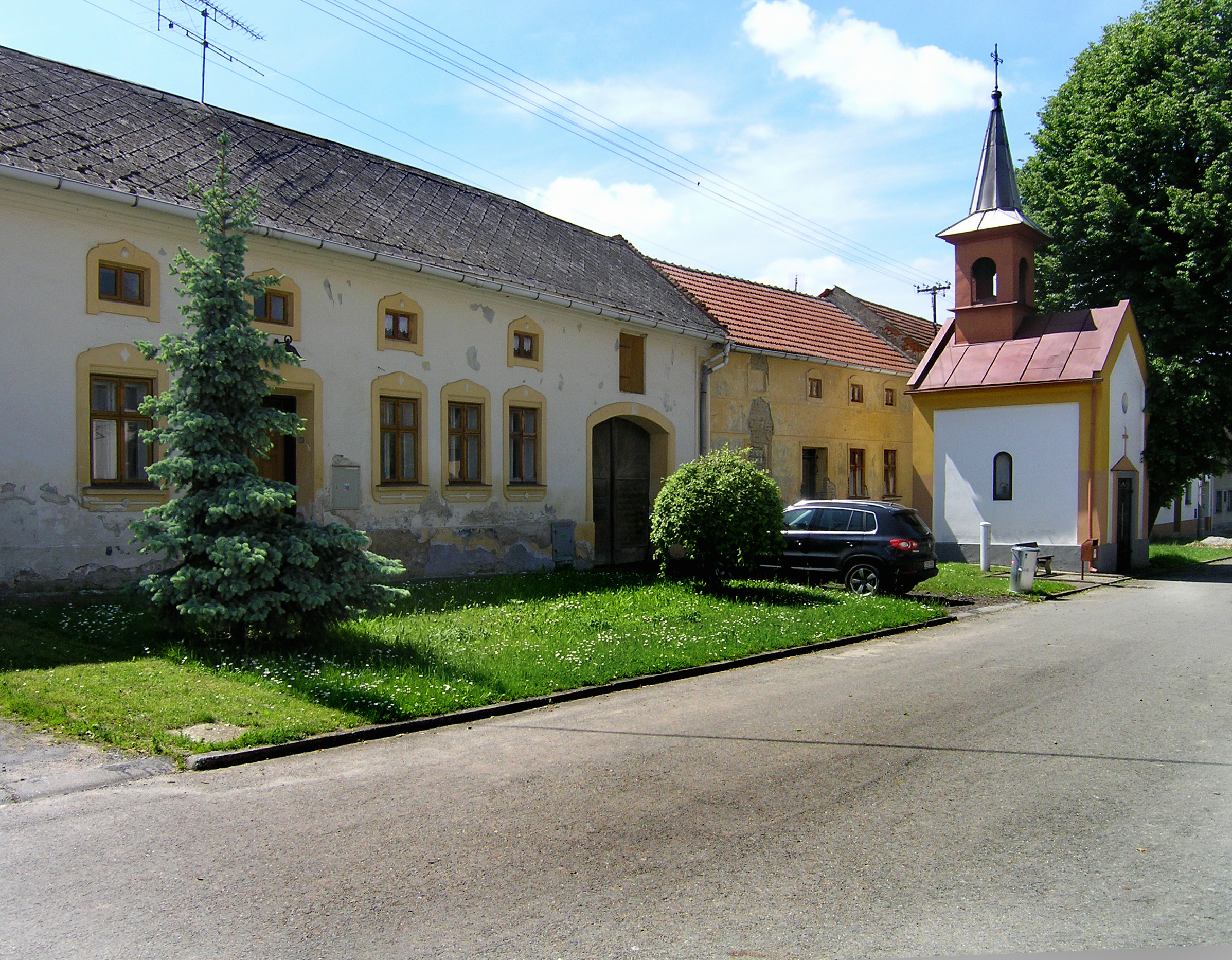